# Severiano Melo
Severiano Melo is een gemeente in de Braziliaanse deelstaat Rio Grande do Norte. De gemeente telt 5.224 inwoners (schatting 2009).